# Джессі Чемберс
Джессі Чемберс (англ. Jesse Chambers) — вигаданий персонаж коміксів видавництва DC Comics, відомий під псевдонімом Джессі Квік (англ. Jesse Quick) і як друга Ліберті Белль (англ. Liberty Belle). Є дочкою супергероя Золотого століття Джонні Квіка і першої Ліберті Белль і має здібності обох батьків.

## Історія публікацій
У 1992 році, в обмеженій серії коміксів Armageddon: Inferno, вперше з 1986 року було показано Товариство Справедливості Америки. За сюжетом всі члени суспільства були замкнені в вимірі під назвою Рагнарек (куди вони потрапили під час подій коміксу The Last Days of the Justice Society). Після цього була запущена нова серія про пригоди цієї команди супергероїв, що отримала назву Justice Society of America (vol. 2). У першому ж випуску був представлений новий персонаж — Джессі Чемберс, яка згодом стала другорядною героїнею в коміксах про Флеша Уоллі Уесте, Джессі Квик.
У 1999 році Джессі Квік стала однією з основних персонажів серії коміксів Девіна Грейсона Titans і залишалася в цій якості аж до закриття серії в 2002 році. Після того, як вийшов останній, 50-й випуск Titans, Джессі з'явилася також в міні-серії Titans / Young Justice: Graduation Day, авторство якої належить Джадду Вінніку, але після цього в коміксах про пригоди Юних Титанів вона помічена не була.
Після Titans / Young Justice: Graduation Day вона стала другорядним персонажем коміксів Джеффа Джонса і Двіда Гойера про ТСА, в якості любовного інтересу Ріка Тайлера / Часового. У 2006 році, після реорганізації цієї серії коміксів і початку виходу Justice Society of America (vol. 3), Джессі вийшла на одну з основних ролей. прийнявши у матері мантію Ліберті Белль. У 2009 році, з виходом The Flash: Rebirth, Джессі Чемберс знову повернулася до особистості Джессі Квик, але аж до кінця 2010 року вона залишалася членом ТСА. Згодом Джеймс Робінсон, сценарист нової серії коміксів під назвою Justice League of America (vol. 2), зробив її частиною нового складу Ліги справедливості.
Крім вищевказаного, персонаж став головною героїнею Liberty Belle & Hourman, бек-апу журналу JSA All-Stars. починаючи з другого випуску. Сценаристом бек-апу стала Джен Ван Метер, художником — Тревіс Мур. За сюжетом Джессі і її чоловік, Рік Тайлер, регулярно вступали в протистояння з парою лиходіїв, Тигрицею і Айсіклом. Liberty Belle & Hourman був офіційно оголошений завершеним після виходу JSA All-Stars # 10.

## Вигадана біографія

### Рання біографія
Залишивши супергеройську діяльність, Джонні Квік передав формулу швидкості своїй дочці Джессі в надії на те, що вона стане його спадкоємицею. Однак всупереч його очікуванням, Джессі, хоча вона і отримала надшвидкість, вважала за краще продовжити освіту, а не боротися зі злочинністю в костюмі супергероя.
В період навчання Джессі в Університеті Готема, колишня команда її батьків, Товариство Справедливості Америки, знову дало про себе знати. Після цього Джессі вибирає в якості теми своєї дипломної роботи «Вплив супергероїв на сучасне суспільство» і починає слідувати за членами ТСА і робити нотатки щодо їх пригод. Коли Джонні Квік попросив доставити ТСА деякі документи, Джессі виявляється втягнутою в одну з таких пригод як Джессі Квик, що стало першим кроком до мрії її батька зробити Джессі своєю спадкоємицею.
Уоллі Уест, який на той момент вже став Флешом, також готував її як свою заміну на випадок, якщо з самим Уоллі щось трапиться. Однак пізніше з'ясувалося, що це був ретельно продуманий план, метою якого було змусити Барта Аллена, який і був справжньою заміною, ставитися до справи серйозніше. Джессі зачепила ця новина, але пізніше вона врятувала Уоллі життя, хоч і пошкодила ногу в процесі. Коли Уоллі повернувся з Сили Швидкості, він залікував її ногу, після чого обман був прощений, але не забутий.
Коли вона втратила свою надшвидкість, вона звинуватила в цьому Уоллі, так як він використовував її енергію Сили Швидкості замість того, щоб закликати її як спідстера. Пізніше з'ясувалося, що винним у втраті здібностей виявився суперлиходій Савітар, який зруйнував її зв'язок із Силою Швидкості. Незважаючи на це Уоллі вибрав Джессі в якості помічника в боротьбі з Савітаром: вона прибула разом з ним до лігва суперлиходія і повернула свій творчий хист. Проте в черговій сутичці зі злим Спідстер загинув Джонні Квік, який пожертвував собою заради дочки. Уоллі перемагає Савітара, а Джессі залишилася оплакати батька.
За словами Пера Дегатона, Джессі в майбутньому зробить щось жахливе, що призведе до загибелі світу.

### Вступ до команди Юних Титанів
Через деякий час Джессі прийняла верховенство над компанією свого батька, Quickstart Enterprises, одночасно займаючись супергеройською діяльністю як Джессі Квік. Вона неодноразово допомагала команді Юних Титанів, при цьому не будучи її членом. Під час однієї зі спроб відродити Юних Титанів Кід-Флеш Уоллі Уест, один з членів-засновників команди, запропонував Джессі також вступити в неї. Спочатку Джессі відмовила, але потім вирішила стати частиною Юних Титанів. Проте вона відчувала себе другою після Уоллі і незабаром покинула команду.
Найтвінг, інший член-засновник Юних Титанів, спробував переконати Джессі повернутися. Пізніше Джессі виявилася залученою до розслідування таємничого вбивства нареченого своєї матері, Філіпа Джейера. Як з'ясувалося, до смерті Джейера привели його власні ж відносини з Джессі, в результаті чого мати і дочка посварилися, так як мати Джессі не могла пробачити їй цього. Згодом вони помирилися. Після подій міні-серії коміксів Titans / Young Justice: Graduation Day, під час яких двоє з Юних Титанів були вбиті роботом зі здібностями Супермена, команда була офіційно розформована.

### Втрата здібностей
Після розпуску Юних Титанів Джессі практично весь свій час присвячує своїм обов'язкам голови Quickstart Enterprises, фактично залишивши супергеройську діяльність. Коли Уоллі попросив її допомоги в боротьбі з Зумом, вона, замість того, щоб стати його союзником, позичила йому частину своєї Сили Швидкості, в результаті Уоллі став практично швидшим за світло і переміг Зума, але сама Джессі втратила свої здібності. Незважаючи на те, що Уоллі пам'ятав формулу швидкості, вона попросила його не нагадувати формулу їй.
Після цього вона стала секретарем Товариства Справедливості Америки, в яке входила її мати, яка повернулася до своєї діяльності як Ліберті Белль. На деякий час мати Джессі втратила контроль над своїми можливостями, але ТСА врятувало її. В цей же час мати і дочка остаточно примиряються.

### Рік потому
У першому випуску Justice Society of America (vol. 3) Джессі прийняла спадщину своєї матері, ставши новою Ліберті Белль і членом ТСА. Також вона вийшла заміж за Ріка Тайлера, також відомого як другий Часовий.
Дізнавшись з новин про смерть Барта Аллена вона, як і Джей Гаррік, оплакувала його загибель, проте на той момент не була відома її реакція на повернення Уоллі Уеста з Сили Швидкості.
У битві з Зумом з'ясувалося, що Джессі відновила свій творчий хист до надшвидкості, використавши формулу батька. Таким чином, якщо враховувати надсилу, вона має здібності обох батьків. У тій же битві вона відмовила героя Руйнівника від вбивства Зума.
У міні-серії коміксів The Flash: Rebirth піддалася нападу Баррі Аллена, який після повернення з Сили Швидкості знищує спідстерів одним дотиком. У цей момент відбувається вибух і до величезного шоку Джессі з сили Швидкості з'являється її батько, Джонні Квік, і вмовляє Баррі Аллена не завдавати Джессі шкоди (пізніше Джонні загинув знову в результаті маніпуляцій Професора Зума). Після побаченого, Джессі почала використовувати формулу знову і знову, а її чоловік, Часовий, наглядав за нею. Тільки коли рівень Сили Швидкості в ній досяг межі, вона зупинилася. Показано, що вона нарешті вирішила рівняння: "Джессі Квик. Макс Меркурій. Джей Гаррік. Уоллі Уест. Барт Аллен. Баррі Аллен. Сила Швидкості ".
Коли діти Уоллі Уеста, близнюки Джей і Айріс, піддалися тортурам з боку Професора Зума, Айріс прийняла Силу Швидкості свого брата на себе і в результаті мало не загинула. Джессі прибуває якраз вчасно, щоб продемонструвати мантру швидкості і вилікувати Айріс, після чого вона говорить Джею і Лінде Уест, що Айріс — наступне покоління спідстерів. Обидві беруть участь в битві, яка розгорнулося між Професором Зумом і іншими спідстерами (Уоллі Уестом, Джеєм Гарріком, Баррі Алленом, Максом Меркурієм і Кід-Флешом). Об'єднавши сили, спідстер Уоллі маніпулює Силою Швидкості, щоб оживити багатьох спідстерів, а також перетворити себе, Джессі і Айріс. Після цього Джессі надягає новий супергеройський костюм, який має лише незначні відмінності від такого, як у її батька.
Пізніше вона на деякий час повертається до своєї особистості як Ліберті Белль і бере участь у пригодах, які передують подіям коміксів Blackest Night, але після того як вона побачила свого батька в образі Чорного Ліхтаря, вона знову повернулася до костюму Джессі Квік. Коли Чорний Ліхтар Джонні Квік, який стверджує, що він повстав з мертвих, знаходить Ліберті Белль, вона показує йому, що тепер вона носить костюм, схожий на його власний, розповідає йому розгадку формули і називає себе Джессі Квік. Після цього вони обидва тікають. Незважаючи на те, що вона в даний момент біжить по всьому світу зі своїм батьком, Джессі більше думає про свого чоловіка, Часового. Незважаючи на це, Джонні згадує про те, як в її дитинстві вони бігали разом, і дає дочці виграти в подяку за те, що вона провела ще кілька миттєвостей з ним. Чорний Ліхтар Джонні Квік загинув в результаті впливу пристрою Містера Терріфіка, що руйнує чорні кільця сили.
Коли ТСА розділилося на дві команди, Джессі залишилася в первісному Товаристві Справедливості Америки, в той час як Рік перейшов в Все-зоряне Суспільство Справедливості Америки. Незважаючи на це, обидва залишаються щасливою одруженою парою, хоча їхні товариші і суспільство схильні думати інакше. Сам Рік пояснює це наступним чином: «Повноцінна пара, яка працює в різних офісах».
На WonderCon Джеймс Робінсон розкрив, що під час подій коміксу Brightest Day Джессі приєднається до Ліги справедливості. Це сталося в кінці кросовера ТСА / Ліги Справедливості під назвою The Dark Things, коли Бетмен попросив її замінити Уоллі Уеста в якості основного спідстера команди.
Будучи членом Ліги Джессі починає помічати. що втрачає здібності до супершвидкості і дізнається, що причиною цього є її вагітність. Незабаром після цього Лігу Справедливості розформовують і Джессі повертається до Ріка.

## Сили і здібності
Здібності Джессі Чемберс багато в чому ідентичні таким, як у її батька, Джонні Квіка — у неї є надшвидкість і здатність до польоту, джерелом яких є візуалізація формули швидкості: 3X2 (9YZ) 4A. Також її можливості пов'язані з Силою Швидкості. Крім того, від її матері, першої Ліберті Белль, їй дісталася надлюдська сила, джерело якої невідоме (що дуже сильно дратувало Джонні Квіка). Мати Джессі приписувала свої і її можливості деякій «мантрі», яка подібно формулі швидкості, що дає надлюдську швидкість, дає надлюдську силу.

## Інші версії
- В Teen Titans Go! # 52 «Джессі Квік» — один із псевдонімів супергероя Роббі Ріда, який має здатність копіювати сили будь-якого супергероя, який знаходиться поблизу. Таким чином, коли поруч опиняється Кід-Флеш, Роббі перетворюється в Джессі Квик. Ця версія — хлопчик.
- Юна версія Джессі Чемберс є Флешом Всесвіту Аме-Комі, де всі персонажі зазнали впливу аніме-індустрії. Вона вперше з'являється як союзник Сталі і Робіна в місії з порятунку Бетгьорл, захопленої Дуелою Дент[8].
- У Injustice: Gods Among Us # 20, випуску коміксу, створеного за однойменною відеогрою, Лекс Лютор стверджує, що пережив ядерний вибух, влаштований Джокером посеред Метрополісу, лише завдяки неназваному спідстеру, який був у Лютора в боргу і який пізніше загинув. Судячи з опису, це була Джессі Квік.

## Поза коміксами

Вайолетт Бін в ролі Джессі Веллс / Джессі Квік

Єдиною на даний момент появою Джессі Квік поза коміксами є телесеріал 2014 року «Флеш», де її роль виконала Вайолетт Бін. Її повне ім'я в серіалі — Джессі Чемберс Веллс, вона дочка доктора Гаррі (Гаррісона) Веллса (персонажа, створеного спеціально для серіалу), який відповідальний за вибух прискорювача частинок і появу металюдей на Землі-2, звідки Джессі і її батько (Том Кавана) родом. Довгий час була в полоні у лиходія на прізвисько Зум, але була звільнена Флешом Землі-1 (Грант Гастін) і Вайбом (Карлос Вальдес). Не змогла звикнути до думки, що її батько вбив людину в спробі врятувати її і на деякий час поїхала, але пізніше повернулася. Потрапила під опромінення локального вибуху прискорювача частинок, який повинен був повернути Флешу здатності і впала в кому. Лише вплив Сили Швидкості з боку Баррі зміг розбудити її. Після перемоги над Зумом повернулася з батьком на Землю-2. У серії третього сезону «Маджента» вони обидва повертаються, так як Джессі стала спідстером. Гаррі Веллс не хоче, щоб його дочка була супергероїнею, але поступово змирюється. Баррі вчить контролювати її здатності і в наступній же серії Джессі робить перші кроки як Джессі Квік.